# Aphantopus lanceolata
Aphantopus lanceolata är en fjärilsart som beskrevs av Shipp 1895. Aphantopus lanceolata ingår i släktet Aphantopus och familjen praktfjärilar. Inga underarter finns listade i Catalogue of Life.